# Kraslice (hrad)
Kraslice jsou zaniklý hrad na ostrožně vrchu Hradiště nad severním okrajem města Kraslice v okrese Sokolov. Nachází se nad soutokem Svatavy a Stříbrného potoka v nadmořské výšce 715 metrů. Dochovaly se z něj pouze malé zbytky zdiva. Od roku 1963 je chráněn jako kulturní památka.

## Historie
Hrad mohl založit před rokem 1272 král Přemysl Otakar II., který ho udělil jako léno Jindřichu staršímu z Plavna, jehož rod Kraslice vlastnil až do roku 1370. Podle archeologických nálezů však hrad existoval až během čtrnáctého a patnáctého století. Vzhledem k tomu, že v roce 1370 se Kraslice popisují jako město pod Novým hradem, je možné, že hrad vznikl až ve druhé polovině čtrnáctého století.
Král Václav IV. hrad zastavil pánům z Raitenbachu, ale ti se proti němu postavili, a proto byl hrad v roce 1412 dobyt chebským vojskem. Raitenbachové ho však získali zpět a po nich ho od roku 1448 drželi opět páni z Plavna. Během poděbradských válek ho Jindřich II. z Plavna sám nechal zapálit. Plavenští z Plavna ho však získali zpět a s přestávkami jim patřil až do roku 1519, kdy hrad získal jako zástavu Václav Elpognár ze Šenfeldu. Od jeho bratra Hanuše Elpognára získal kraslický hrad neznámým způsobem Hanuš Pluh z Rabštejna a v roce 1527 Šlikové, za kterých byl pravděpodobně opuštěn.
Podle listiny, údajně vydané 15. července 1272 v Praze, měl kraslický hrad, uváděný jako „hrad Greklis“, získat od Přemysla Otakara II. jako léno Jindřich starší z Plavna. Později bylo zjištěno, že listina je falzifikát, který nechal někdy mezi léty 1465–1480 vyhotovit Jindřich II. z Plavna, na kterého jako na svého odpůrce vyhlásil král Jiří z Poděbrad klatbu. Z této falešné listiny lze oprávněně dovozovat, že stavba hradu či tvrze byla tehdy již dokončena.

## Stavební podoba
Vzhledem k obtížně dostupné poloze a malým rozměrům plnil hrad především funkci opěrného a strážního bodu. Rozměry jeho oválného areálu dosahují pouze 14 × 7 m. Dochovala se z něj jen malá část zdiva hradby s malou polookrouhlou baštou na jižní straně.

## Přístup
Zbytky hradu jsou volně přístupné po místní, červeně značené turistické trase.